# Kenny Rogers
Kenneth Donald "Kenny" Rogers (21 tháng 8 năm 1938 – 20 tháng 3 năm 2020) là một ca sĩ, nhạc sĩ, nhiếp ảnh gia, nhà sản xuất thu âm, diễn viên, doanh nhân người Mỹ, và là thành viên của Country Music Hall of Fame.
Mặc dù đã thành công nhất với thể loại nhạc đồng quê, ông đã ghi hơn 120 đĩa đơn hàng top trên các thể loại âm nhạc khác nhau, đứng đầu các quốc gia và bảng xếp hạng album pop cho hơn 200 tuần ở Hoa Kỳ và đã bán được hơn 165 triệu bản trên toàn thế giới, đưa Kenny Rogers trở thành một trong những nghệ sĩ có nhạc bán chạy nhất mọi thời đại.
Hai trong số các album của ông, The Gambler và Kenny, được nêu tên trong cuộc thăm dò "200 Albums có ảnh hưởng nhất từ trước tới nay" của About.com. Ông được bình chọn là "Ca sĩ được yêu thích nhất mọi thời đại" trong một cuộc thăm dò năm 1986 của độc giả hai tạp chí USA Today và People. Ông đã nhận được nhiều giải thưởng như AMAs, giải Grammy, ACMs và CMA, cũng như một giải thưởng thành tựu trọn đời cho sự nghiệp kéo dài sáu thập kỷ vào năm 2003.